# Le Montat
Ne doit pas être confondu avec Le Montet.
Le Montat est une commune française située dans le sud du département du Lot, en région Occitanie.
Elle est également dans le Quercy Blanc, une région naturelle correspondant à la partie méridionale du Quercy, devant son nom à ses calcaires lacustres du Tertiaire.
Exposée à un climat océanique altéré, elle est drainée par le Tréboulou, le ruisseau de Lacoste et par un autre cours d'eau. La commune possède un patrimoine naturel remarquable : un site Natura 2000 (les « serres de Saint-Paul-de-Loubressac et de Saint-Barthélémy, et causse de Pech Tondut ») et cinq zones naturelles d'intérêt écologique, faunistique et floristique.
Le Montat est une commune rurale qui compte 1 102 habitants en 2022, après avoir connu une forte hausse de la population depuis 1968.  Elle fait partie de l'aire d'attraction de Cahors. Ses habitants sont appelés les Montatois ou Montatoises.

## Géographie
La commune qui fait partie de l'aire urbaine de Cahors est située dans le Quercy au sud de Cahors. Elle est étendue du nord au sud, de chaque côté de l'ancienne route Paris-Toulouse.

### Communes limitrophes
Les communes limitrophes sont  Cahors, Cieurac, Flaujac-Poujols, Fontanes, Labastide-Marnhac et Pern-Lhospitalet.
|                   | Cahors    | Flaujac-Poujols |
| Labastide-Marnhac | du Montat | Cieurac         |
| Lhospitalet       | Fontanes  |                 |

### Les hameaux
Les Bories, Boussuges, le Battan, la Bénèche, Lacoste, Lamousie, les Cajalous, le Carriol, le Lard, le Mentier ou Mentier, les Oustalous, le Payrat, le Pesquié, les Pouxous, Pouzergues, Rigal, Rigou, le Roussel, Lagard, Lasolle, les Quatre Fonts, Quercy, les Tuileries.

### Les combes
Les combes sont de petites vallées sèches creusées par l'érosion, dans la roche tendre.
Dans la commune, on rencontre :
la combe Escure ;
la combe des Faxilliéres ou Fassiliéres ;
la combe negre.

### Les pech
« Pech » de l'occitan puég dérive du latin podium et indique un endroit plat et surélevé.
On trouve : le Pech de Baillourguel, le Pech Grand, le Pech de Beyne, le Pech de Cazals, le Pech de Payrat, le Pech de Gamele, le Pech Arras, le Pech Noutier.

### Climat
Pour des articles plus généraux, voir Climat de l'Occitanie et Climat du Lot.
En 2010, le climat de la commune est de type climat océanique altéré, selon une étude s'appuyant sur une série de données couvrant la période 1971-2000. En 2020, Météo-France publie une typologie des climats de la France métropolitaine dans laquelle la commune est toujours exposée à un climat océanique altéré et est dans la région climatique Aquitaine, Gascogne, caractérisée par une pluviométrie abondante au printemps, modérée en automne, un faible ensoleillement au printemps, un été chaud (19,5 °C), des vents faibles, des brouillards fréquents en automne et en hiver et des orages fréquents en été (15 à 20 jours).
Pour la période 1971-2000, la température annuelle moyenne est de 12,7 °C, avec une amplitude thermique annuelle de 15,5 °C. Le cumul annuel moyen de précipitations est de 856 mm, avec 11,1 jours de précipitations en janvier et 6,2 jours en juillet. Pour la période 1991-2020, la température moyenne annuelle observée sur la station météorologique installée sur la commune est de 13,3 °C et le cumul annuel moyen de précipitations est de 824,6 mm,. Pour l'avenir, les paramètres climatiques de la commune estimés pour 2050 selon différents scénarios d’émission de gaz à effet de serre sont consultables sur un site dédié publié par Météo-France en novembre 2022.
| Mois                                  | jan.           | fév.           | mars            | avril           | mai           | juin          | jui.           | août           | sep.          | oct.          | nov.          | déc.           | année     |
| ------------------------------------- | -------------- | -------------- | --------------- | --------------- | ------------- | ------------- | -------------- | -------------- | ------------- | ------------- | ------------- | -------------- | --------- |
| Température minimale moyenne (°C)     | 1,7            | 1,5            | 4,2             | 6,5             | 9,6           | 13,1          | 15             | 14,9           | 11,5          | 9             | 4,8           | 2,3            | 7,8       |
| Température moyenne (°C)              | 5,4            | 6,2            | 9,6             | 12,3            | 15,8          | 19,5          | 21,8           | 21,8           | 17,9          | 14,1          | 8,8           | 6              | 13,3      |
| Température maximale moyenne (°C)     | 9,1            | 10,9           | 15,1            | 18,2            | 22            | 25,9          | 28,7           | 28,7           | 24,4          | 19,3          | 12,9          | 9,6            | 18,7      |
| Record de froid (°C) date du record   | −20 17.01.1987 | −12,5 09.02.12 | −11,6 01.03.05  | −3,2 22.04.1991 | 0,4 02.05.18  | 4 28.06.1997  | 7,2 13.07.1993 | 5,1 31.08.1986 | 2 19.09.1994  | −5,8 25.10.03 | −8,7 18.11.07 | −11,4 17.12.01 | −20 1987  |
| Record de chaleur (°C) date du record | 19,6 01.01.22  | 25,9 27.02.19  | 26,4 21.03.1990 | 31 07.04.11     | 34,5 21.05.22 | 40,2 29.06.19 | 40 13.07.03    | 43,3 23.08.23  | 35,7 12.09.22 | 34,6 01.10.23 | 23,8 06.11.15 | 18,3 08.12.10  | 43,3 2023 |
| Ensoleillement (h)                    | 841            | 1 282          | 1 688           | 1 933           | 2 207         | 2 506         | 272            | 253            | 221           | 1 528         | 103           | 943            | 21 419    |
| Précipitations (mm)                   | 76,9           | 60,2           | 60,5            | 73,4            | 80,4          | 78,1          | 49,6           | 60,9           | 69,1          | 65,1          | 73,5          | 76,9           | 824,6     |

### Milieux naturels et biodiversité

#### Réseau Natura 2000

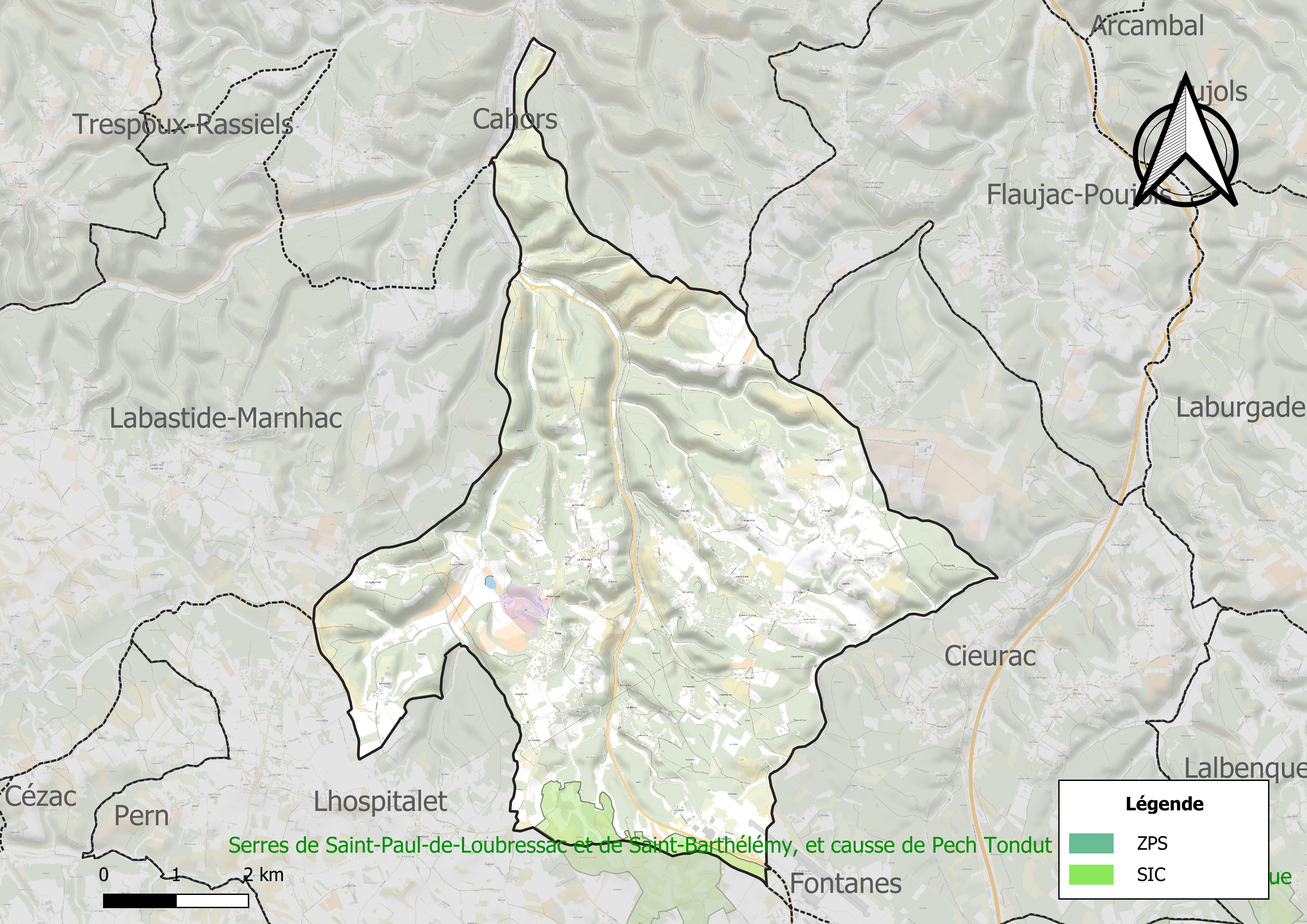
Site Natura 2000 sur le territoire communal.

Le réseau Natura 2000 est un réseau écologique européen de sites naturels d'intérêt écologique élaboré à partir des directives habitats et oiseaux, constitué de zones spéciales de conservation (ZSC) et de zones de protection spéciale (ZPS).
Un site Natura 2000 a été défini sur la commune au titre de la directive habitats : les « serres de Saint-Paul-de-Loubressac et de Saint-Barthélémy, et causse de Pech Tondut », d'une superficie de 832 ha, abritant diverses espèces en limite d'aire ou en aire disjointe sur le Lot : Aphyllanthes monspeliensis, Leucanthemum graminifolium, Genista hispanica.

#### Zones naturelles d'intérêt écologique, faunistique et floristique

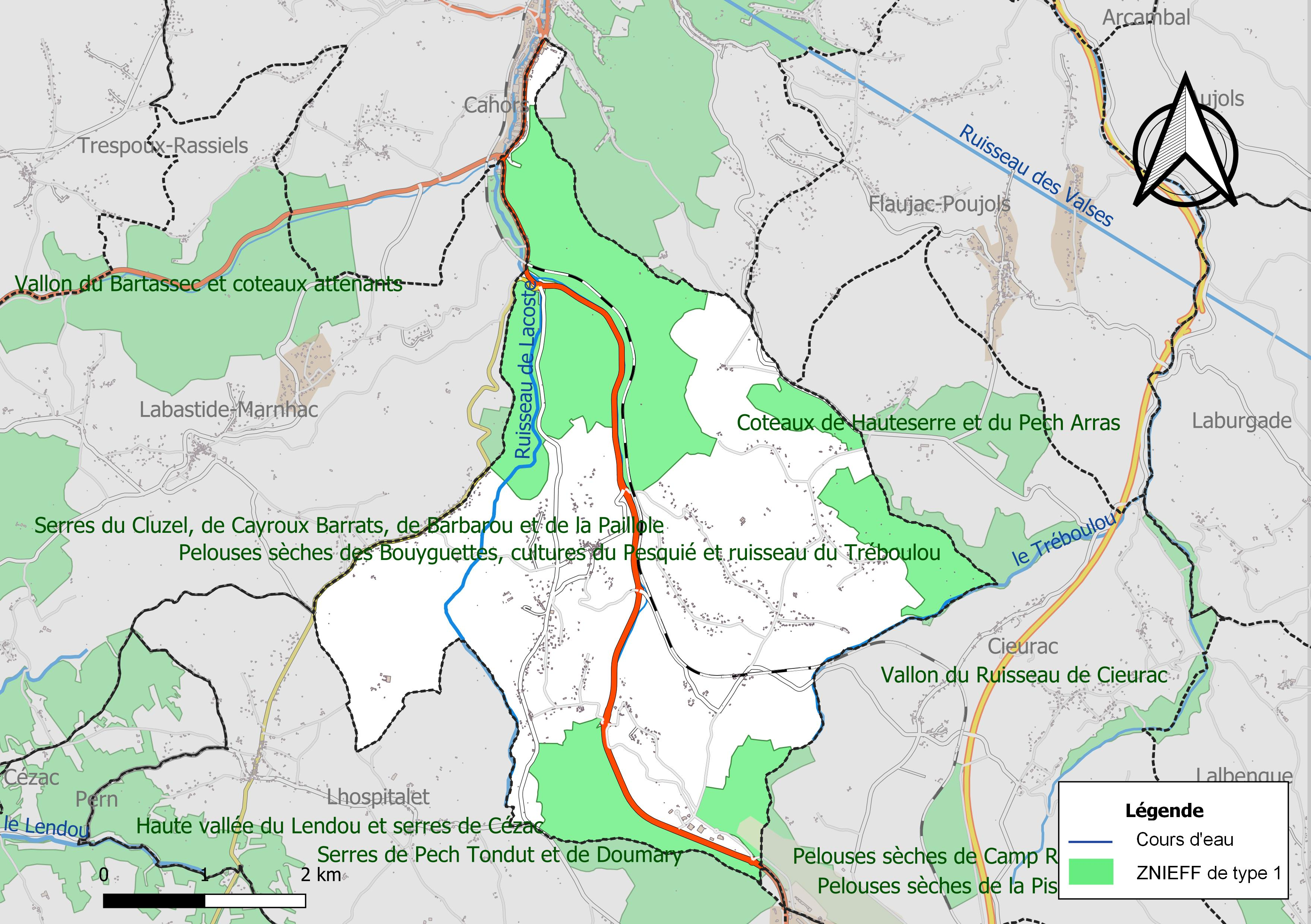
Carte des ZNIEFF de type 1 localisées sur la commune.

L’inventaire des zones naturelles d'intérêt écologique, faunistique et floristique (ZNIEFF) a pour objectif de réaliser une couverture des zones les plus intéressantes sur le plan écologique, essentiellement dans la perspective d’améliorer la connaissance du patrimoine naturel national et de fournir aux différents décideurs un outil d’aide à la prise en compte de l’environnement dans l’aménagement du territoire.
Cinq ZNIEFF de type 1 sont recensées sur la commune :
- les « coteaux de Hauteserre et du pech Arras » (129 ha), couvrant 3 communes du département[14] ;
- le « Mont Saint-Cyr et environs, pechs et combes calcaires au sud de Cahors entre Saint-Georges et le Montat » (1 853 ha), couvrant 5 communes du département[15] ;
- les « pelouses sèches des Bouyguettes, cultures du Pesquié et ruisseau du Tréboulou » (146 ha), couvrant 2 communes du département[16].
- les « serres de pech Tondut et de Doumary » (251 ha), couvrant 3 communes du département[17].
- la « zone des volcans, des Ségalas et de l'aérodrome de Cahors-Lalbenque » (142 ha), couvrant 3 communes du département[18] ;

### Voies de communication et transports
La desserte de la commune est assurée par les lignes d'autocar 880 et 881 du réseau régional liO, permettant de rejoindre la gare de Cahors,.

## Urbanisme

### Typologie
Au 1er janvier 2024, Le Montat est catégorisée commune rurale à habitat dispersé, selon la nouvelle grille communale de densité à sept niveaux définie par l'Insee en 2022.
Elle est située hors unité urbaine. Par ailleurs la commune fait partie de l'aire d'attraction de Cahors, dont elle est une commune de la couronne,. Cette aire, qui regroupe 78 communes, est catégorisée dans les aires de 50 000 à moins de 200 000 habitants,.

### Occupation des sols
L'occupation des sols de la commune, telle qu'elle ressort de la base de données européenne d’occupation biophysique des sols Corine Land Cover (CLC), est marquée par l'importance des forêts et milieux semi-naturels (59,7 % en 2018), en diminution par rapport à 1990 (64,9 %). La répartition détaillée en 2018 est la suivante : 
forêts (46,5 %), zones agricoles hétérogènes (35,3 %), milieux à végétation arbustive et/ou herbacée (13,2 %), zones urbanisées (3,8 %), zones industrielles ou commerciales et réseaux de communication (0,9 %), prairies (0,3 %). L'évolution de l’occupation des sols de la commune et de ses infrastructures peut être observée sur les différentes représentations cartographiques du territoire : la carte de Cassini (XVIIIe siècle), la carte d'état-major (1820-1866) et les cartes ou photos aériennes de l'IGN pour la période actuelle (1950 à aujourd'hui).

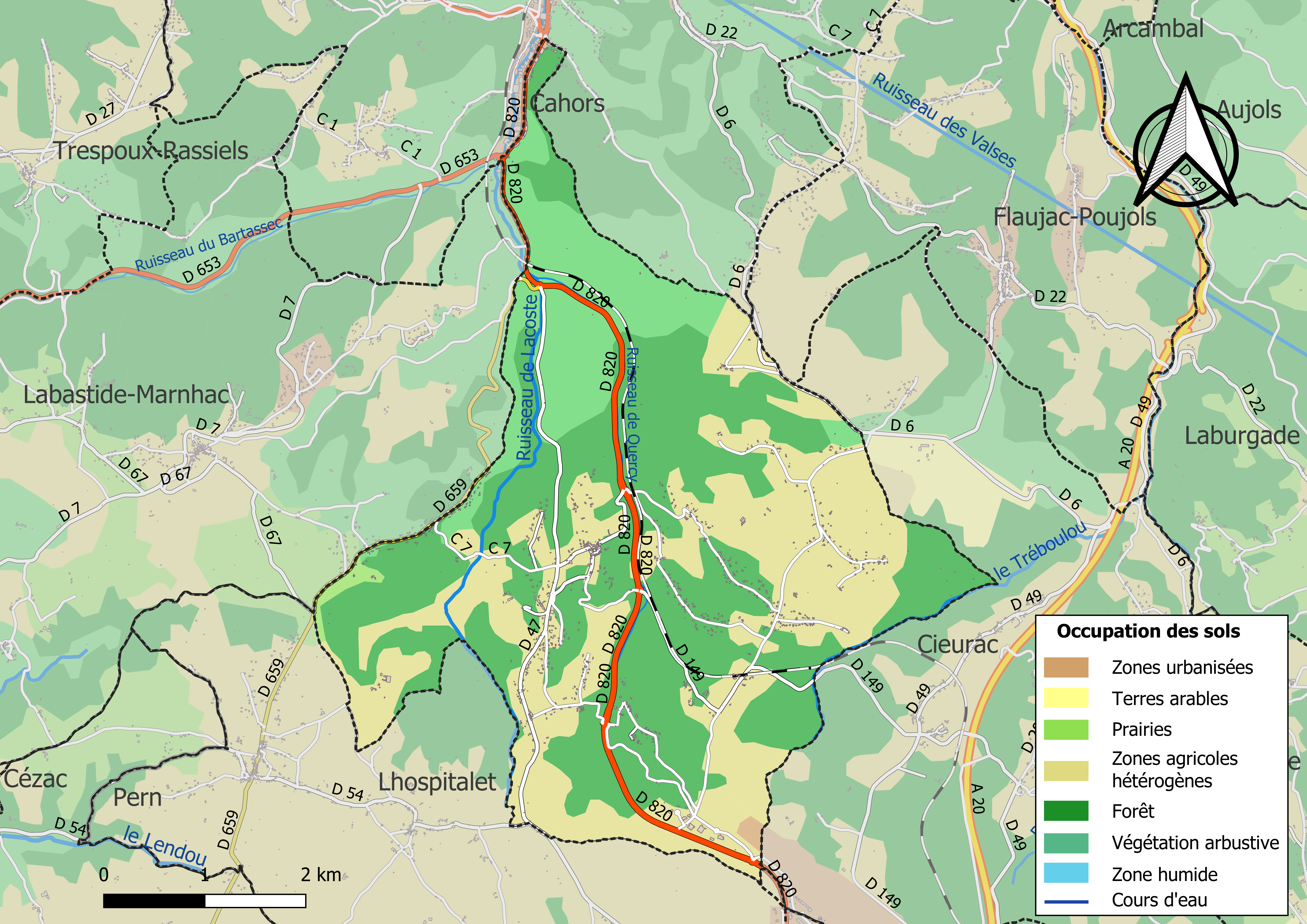
Carte des infrastructures et de l'occupation des sols de la commune en 2018 (CLC).

### Risques majeurs
Le territoire de la commune duMontat est vulnérable à différents aléas naturels : météorologiques (tempête, orage, neige, grand froid, canicule ou sécheresse), inondations, feux de forêts, mouvements de terrains et séisme (sismicité très faible). Il est également exposé à deux risques technologiques,  le transport de matières dangereuses et la rupture d'un barrage. Un site publié par le BRGM permet d'évaluer simplement et rapidement les risques d'un bien localisé soit par son adresse soit par le numéro de sa parcelle.

#### Risques naturels
La commune fait partie du territoire à risques importants d'inondation (TRI) de Cahors, regroupant 14 communes concernées par un risque de débordement du Lot et du ruisseau du Bartassec, un des 18 TRI qui ont été arrêtés fin 2012 sur le bassin Adour-Garonne. L'événement passé le plus significatif est la crue des 9 et 10 mars 1927 où le Lot a atteint 8,90 m à Cahors après une montée très rapide des eaux. Seules les crues de 1783 et 1833 ont dépassé ces valeurs. Les dégâts ont été très importants. Deux crues survenues sur le Bartassec en 1996 et 2010 ont eu un très fort impact sur les activités économiques de l'agglomération de Cahors. Des cartes des surfaces inondables ont été établies pour trois scénarios : fréquent (crue de temps de retour de 10 ans à 30 ans), moyen (temps de retour de 100 ans à 300 ans) et extrême (temps de retour de l'ordre de 1 000 ans, qui met en défaut tout système de protection). La commune a été reconnue en état de catastrophe naturelle au titre des dommages causés par les inondations et coulées de boue survenues en 1982, 1989, 1996, 1999 et 2010,.
Le Montat est exposée au risque de feu de forêt du fait de la présence sur son territoire du massif de la Moyenne vallée du Lot. Un plan départemental de protection des forêts contre les incendies a été approuvé par arrêté préfectoral le 30 novembre 2015 pour la période 2015-2025. Les propriétaires doivent ainsi couper les broussailles, les arbustes et les branches basses sur une profondeur de 50 mètres, aux abords des constructions, chantiers, travaux et installations de toute nature, situées à moins de 200 mètres de terrains en nature
de bois, forêts, plantations, reboisements, landes ou friches. Le brûlage des déchets issus de l’entretien des parcs et jardins des ménages et des collectivités est interdit. L’écobuage est également interdit, ainsi que les feux de type méchouis et barbecues, à l’exception de ceux prévus dans des installations fixes (non situées sous couvert d'arbres) constituant une dépendance d'habitation.

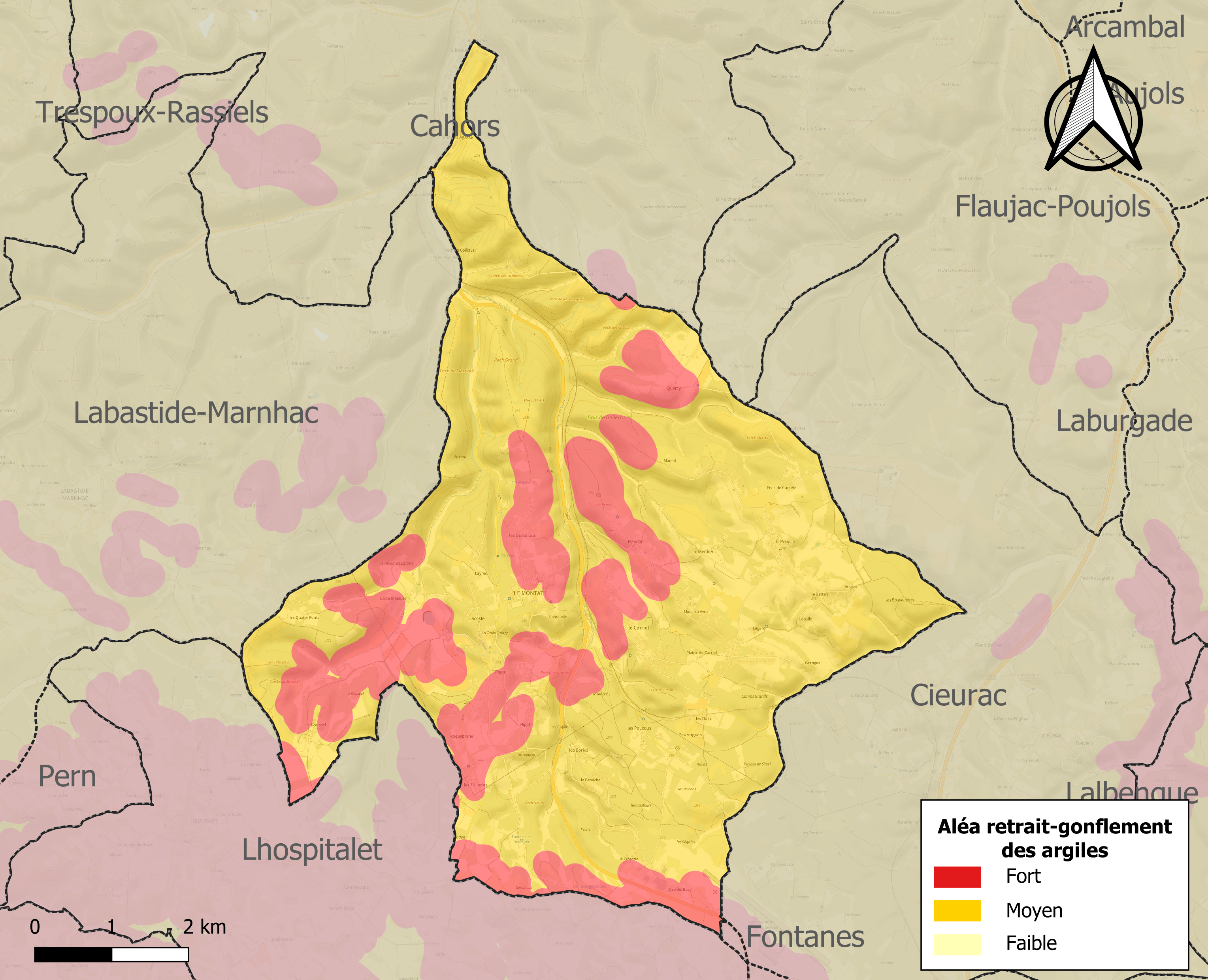
Carte des zones d'aléa retrait-gonflement des sols argileux duMontat.

Les mouvements de terrains susceptibles de se produire sur la commune sont des affaissements et effondrements liés aux cavités souterraines (hors mines), des éboulements, chutes de pierres et de blocs, des glissements de terrain et des tassements différentiels. Par ailleurs, afin de mieux appréhender le risque d’affaissement de terrain, l'inventaire national des cavités souterraines permet de localiser celles situées sur la commune.
Le retrait-gonflement des sols argileux est susceptible d'engendrer des dommages importants aux bâtiments en cas d’alternance de périodes de sécheresse et de pluie. La totalité de la commune est en aléa moyen ou fort (67,7 % au niveau départemental et 48,5 % au niveau national). Sur les 495 bâtiments dénombrés sur la commune en 2019, 495 sont en aléa moyen ou fort, soit 100 %, à comparer aux 72 % au niveau départemental et 54 % au niveau national. Une cartographie de l'exposition du territoire national au retrait gonflement des sols argileux est disponible sur le site du BRGM,.
Par ailleurs, afin de mieux appréhender le risque d’affaissement de terrain, l'inventaire national des cavités souterraines permet de localiser celles situées sur la commune.
Concernant les mouvements de terrains, la commune a été reconnue en état de catastrophe naturelle au titre des dommages causés par des mouvements de terrain en 1999.

#### Risques technologiques
Le risque de transport de matières dangereuses sur la commune est lié à sa traversée par une route à fort trafic, une ligne de chemin de fer et une canalisation de transport d'hydrocarbures. Un accident se produisant sur de telles infrastructures est susceptible d’avoir des effets graves sur les biens, les personnes ou l'environnement, selon la nature du matériau transporté. Des dispositions d’urbanisme peuvent être préconisées en conséquence.
La commune est en outre située en aval des barrages de Grandval et de Sarrans, des ouvrages de classe A disposant d'une retenue de respectivement 270,6 millions et 296 millions de mètres cubes,. À ce titre elle est susceptible d’être touchée par l’onde de submersion consécutive à la rupture d'un de ces ouvrages.

## Géologie
Le Montat fait partie de l'aire géologique du Quercy blanc au sous-sol argilo-calcaire. Le relief est composé de plateaux de calcaire blanc et de coteaux en bandes étroites et ramifiées : les serres.
Par ailleurs, certains chemins de la commune sont empierrés pour partie de galets de quartz roulés. L'origine fluviale de ces pierres roulées peut être retrouvée.
En effet, au Bartonien, la formation alluviale de Saint-Denis-Catus couvre l'Est du département en ravinant les paléoaltérites. Elle témoigne du  passage d'un grand fleuve ou d'un oued divaguant, traversant le plateau quercynois et s'écoulant du N.NE en direction du Sud de Cahors vers le « golfe » lacustre de Cieurac.

## Hydrographie

### Ruisseaux
- Le ruisseau de Lacoste, qui se jette dans le Lot.
- Le ruisseau de Quercy, affluent du premier
- Le ruisseau des Valses.

## Toponymie
Le toponyme Le Montat induit l'idée de colline, montée, ascension.
D'où le premier nom connu de l'église : Sanctus Petrus de Montato :Saint Pierre de la montée ou de l'ascension.

## Politique et administration
| Période                                  | Période  | Identité                   | Étiquette | Qualité                               |
| ---------------------------------------- | -------- | -------------------------- | --------- | ------------------------------------- |
| Les données manquantes sont à compléter. |          |                            |           |                                       |
| 1792                                     | 1797     | Jean Baptiste Marabelle    |           |                                       |
| 1797                                     | 1798     | Antoine Vincens            |           |                                       |
| 1798                                     | 1800     | Jean Marabelle             |           |                                       |
| 1800                                     | 1811     | Antoine Vincens            |           |                                       |
| 1811                                     | 1813     | Jean Pierre Vincens        |           |                                       |
| 1813                                     | 1815     | Etienne Delmas             |           |                                       |
| 1815                                     | 1816     | Jean Lezeret de Lamaurinie |           |                                       |
| 1816                                     | 1830     | François Cunaynes          |           | Propriétaire,cultivateur              |
| 1830                                     | 1833     | Guillaume Plantade         |           |                                       |
| 1833                                     | 1848     | François Emmanuel Salvat   |           |                                       |
| 1848                                     | 1867     | Jean Baptiste Celarte      |           | Agriculteur                           |
| 1867                                     | 1902     | Pierre Dufour              |           |                                       |
| 1902                                     | 1919     | Paul Fournie               |           |                                       |
| 1919                                     | 1935     | Henri Fournie              |           |                                       |
| 1940                                     | 1941     | Albert Cubaynes            |           |                                       |
| 1941                                     | 1943     | Fernand Boeda              |           |                                       |
| 1943                                     | 1945     | Achille Fournie            |           |                                       |
| 1945                                     | 1971     | Jean Pagès                 |           |                                       |
| 1971                                     | 1977     | Germain Girma              |           |                                       |
| 1977                                     | 2001     | Roger Peyralade            |           |                                       |
| 2001                                     | 2014     | Michel Delon               |           | Retraité                              |
| 2014                                     | En cours | Jean Paul Mougeot          |           | Retraité-Fonctionnaire de catégorie A |

### Démographie
L'évolution du nombre d'habitants est connue à travers les recensements de la population effectués dans la commune depuis 1793. Pour les communes de moins de 10 000 habitants, une enquête de recensement portant sur toute la population est réalisée tous les cinq ans, les populations de référence des années intermédiaires étant quant à elles estimées par interpolation ou extrapolation. Pour la commune, le premier recensement exhaustif entrant dans le cadre du nouveau dispositif a été réalisé en 2004.

En 2022, la commune comptait 1 102 habitants, en évolution de +5,96 % par rapport à 2016 (Lot : +1,31 %, France hors Mayotte : +2,11 %).
| 1793 | 1800 | 1806 | 1821 | 1831 | 1836 | 1841 | 1846 | 1851 |
| ---- | ---- | ---- | ---- | ---- | ---- | ---- | ---- | ---- |
| 900  | 656  | 636  | 600  | 650  | 826  | 616  | 690  | 707  |

| 1856 | 1861 | 1866 | 1872 | 1876 | 1881  | 1886 | 1891 | 1896 |
| ---- | ---- | ---- | ---- | ---- | ----- | ---- | ---- | ---- |
| 667  | 702  | 729  | 725  | 715  | 1 235 | 614  | 579  | 555  |

| 1901 | 1906 | 1911 | 1921 | 1926 | 1931 | 1936 | 1946 | 1954 |
| ---- | ---- | ---- | ---- | ---- | ---- | ---- | ---- | ---- |
| 529  | 449  | 382  | 308  | 270  | 267  | 252  | 221  | 194  |

| 1962 | 1968 | 1975 | 1982 | 1990 | 1999 | 2004 | 2006 | 2009 |
| ---- | ---- | ---- | ---- | ---- | ---- | ---- | ---- | ---- |
| 240  | 236  | 348  | 459  | 685  | 774  | 943  | 963  | 965  |

| 2014  | 2019  | 2022  | - | - | - | - | - | - |
| ----- | ----- | ----- | - | - | - | - | - | - |
| 1 044 | 1 062 | 1 102 | - | - | - | - | - | - |

### Bâti local
Le bâti local emprunte beaucoup au style quercynois : maisons de vignerons à bolet et monuments en moellons de calcaire blanc.
On remarque aussi nombre de petites maisons d'une pièce, construites par de modestes travailleurs.
Dans les champs subsistent encore des gariottes et des caselles, guérites et cabanes de pierres sèches édifiées notamment par les vignerons d'autrefois. Elles servaient de remises à outils, d'abris contre les intempéries ou l'ardeur du soleil.

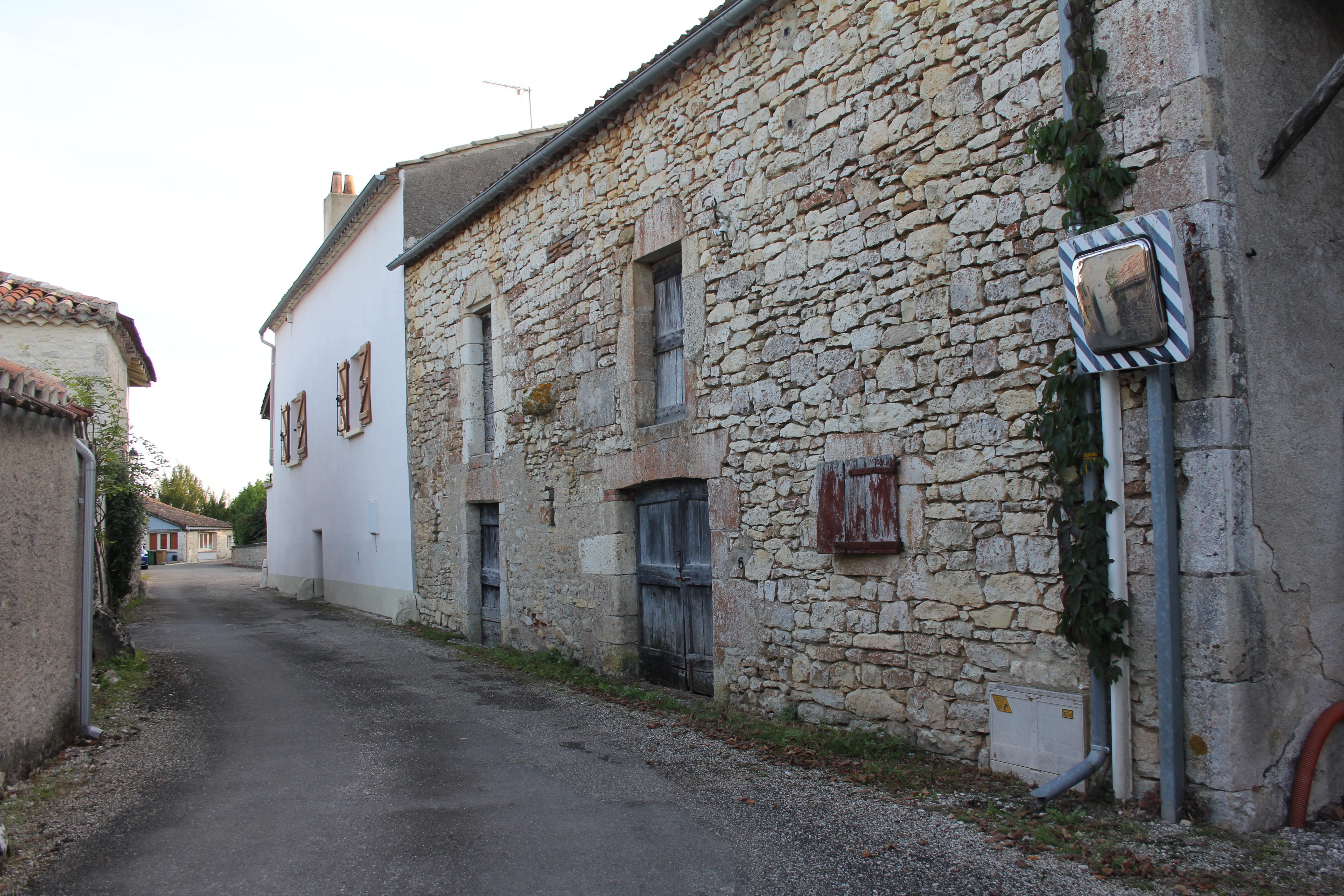
Ancienne maison du bourrelier au bourg.

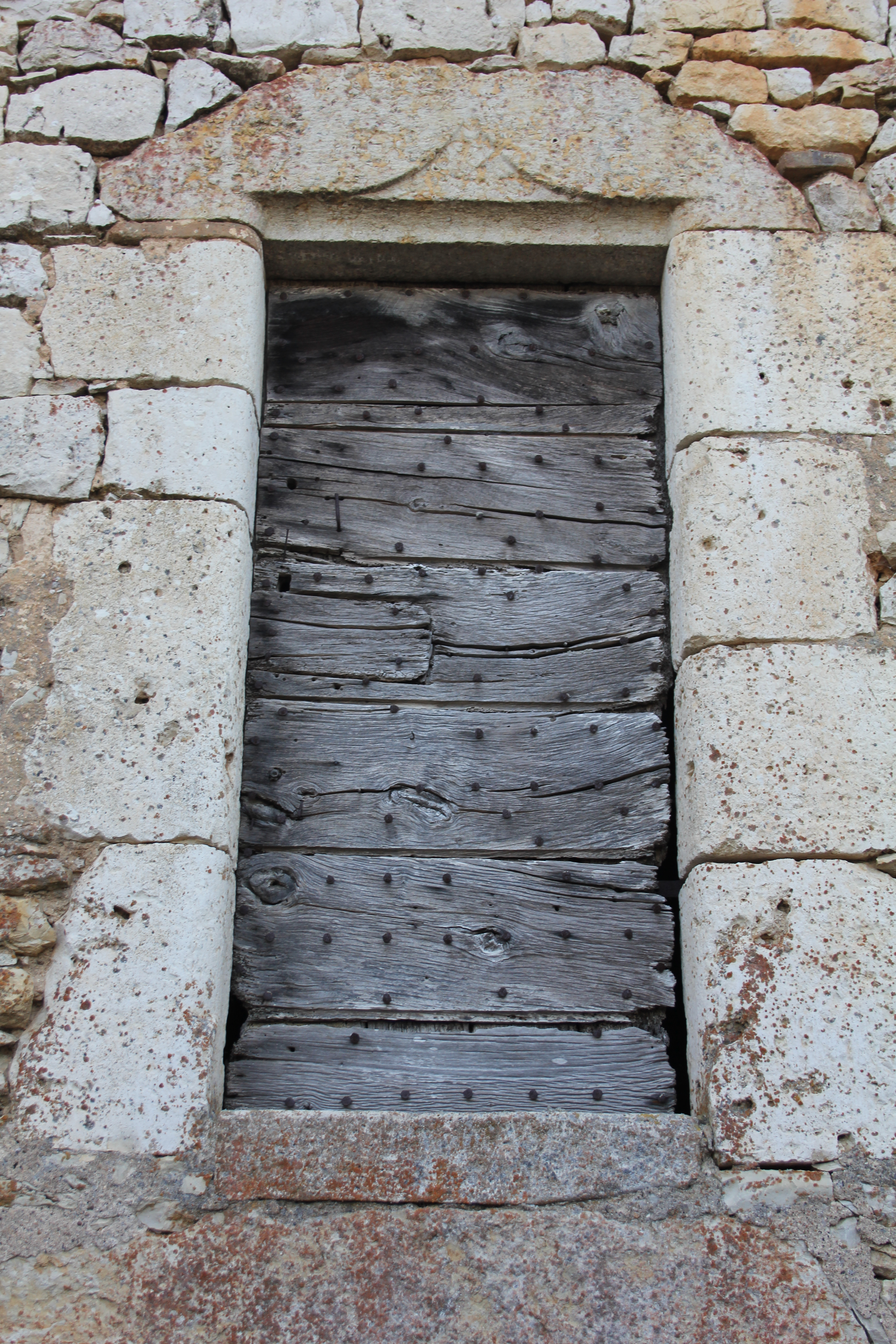
Porte à clous en chêne, XVIIe siècle, à l'étage de la maison du bourrelier.

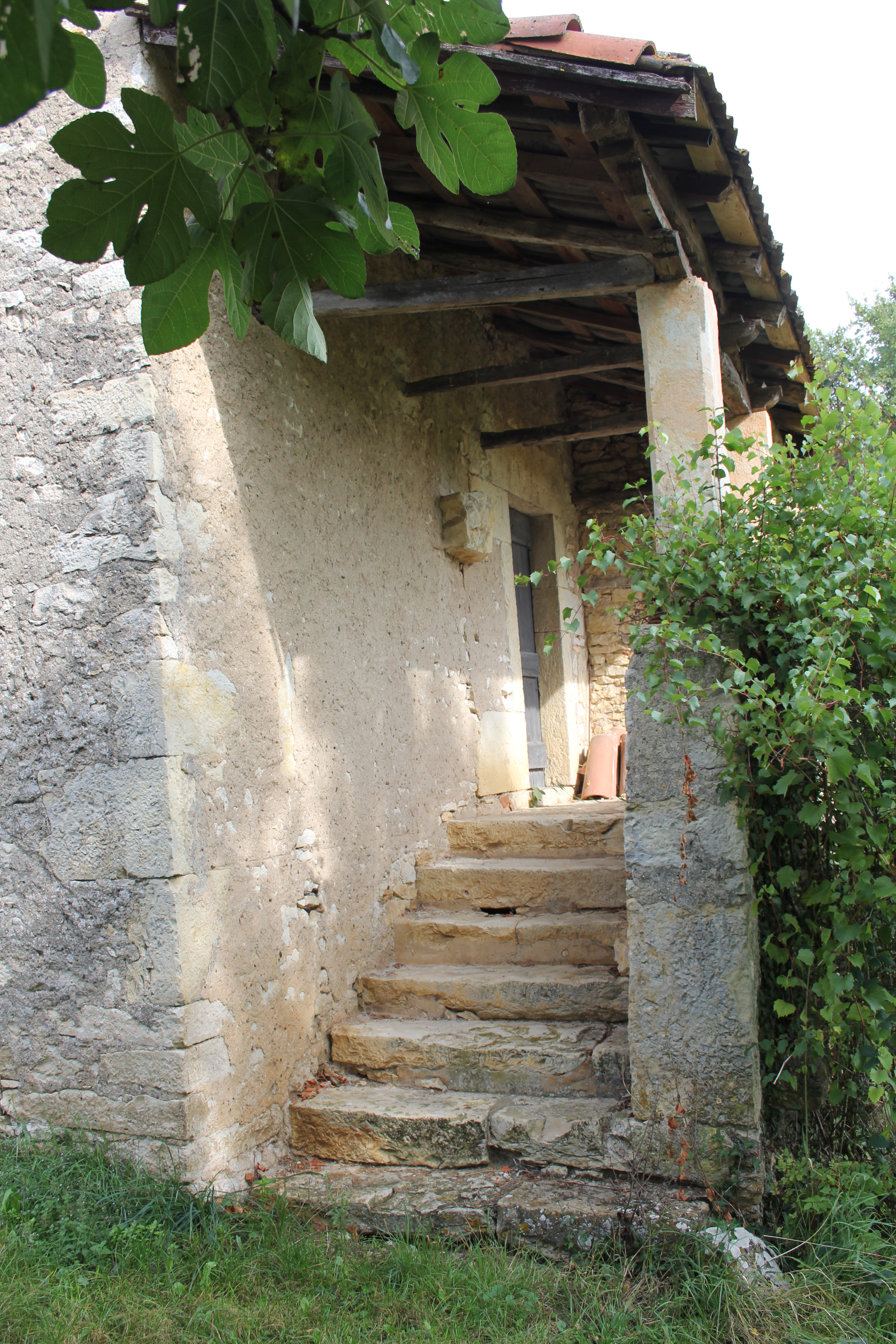
Maison de vigneron, à un étage sur cave, avec escalier extérieur sous auvent (dit bolet).

## Économie

### Revenus
En 2018, la commune compte 425 ménages fiscaux, regroupant 1 036 personnes. La médiane du revenu disponible par unité de consommation est de 23 630 € (20 740 € dans le département).

### Emploi
|                | 2008  | 2013  | 2018  |
| -------------- | ----- | ----- | ----- |
| Commune        | 4,1 % | 6,6 % | 6,1 % |
| Département    | 7,3 % | 8,9 % | 9,6 % |
| France entière | 8,3 % | 10 %  | 10 %  |

En 2018, la population âgée de 15 à 64 ans s'élève à 648 personnes, parmi lesquelles on compte 78,8 % d'actifs (72,7 % ayant un emploi et 6,1 % de chômeurs) et 21,2 % d'inactifs,. Depuis 2008, le taux de chômage communal (au sens du recensement) des 15-64 ans est inférieur à celui de la France et du département.
La commune fait partie de la couronne de l'aire d'attraction de Cahors, du fait qu'au moins 15 % des actifs travaillent dans le pôle,. Elle compte 383 emplois en 2018, contre 346 en 2013 et 297 en 2008. Le nombre d'actifs ayant un emploi résidant dans la commune est de 478, soit un indicateur de concentration d'emploi de 80 % et un taux d'activité parmi les 15 ans ou plus de 59,6 %.
Sur ces 478 actifs de 15 ans ou plus ayant un emploi, 79 travaillent dans la commune, soit 17 % des habitants. Pour se rendre au travail, 94,6 % des habitants utilisent un véhicule personnel ou de fonction à quatre roues, 0,8 % les transports en commun, 3,9 % s'y rendent en deux-roues, à vélo ou à pied et 0,6 % n'ont pas besoin de transport (travail au domicile).

### Activités hors agriculture

#### Secteurs d'activités
101 établissements sont implantés  au Montat au 31 décembre 2019. Le tableau ci-dessous en détaille le nombre par secteur d'activité et compare les ratios avec ceux du département,.
| Secteur d'activité                                                                                        | Commune | Commune | Département |
| Secteur d'activité                                                                                        | Nombre  | %       | %           |
| --- | ------- | ------- | ----------- |
| Ensemble                                                                                                  | 101     | 100 %   | (100 %)     |
| Industrie manufacturière, industries extractives et autres                                                | 11      | 10,9 %  | (14 %)      |
| Construction                                                                                              | 21      | 20,8 %  | (13,9 %)    |
| Commerce de gros et de détail, transports, hébergement et restauration                                    | 29      | 28,7 %  | (29,9 %)    |
| Information et communication                                                                              | 4       | 4 %     | (1,8 %)     |
| Activités financières et d'assurance                                                                      | 4       | 4 %     | (2,8 %)     |
| Activités immobilières                                                                                    | 6       | 5,9 %   | (3,5 %)     |
| Activités spécialisées, scientifiques et techniques et activités de services administratifs et de soutien | 16      | 15,8 %  | (13,5 %)    |
| Administration publique, enseignement, santé humaine et action sociale                                    | 4       | 4 %     | (12 %)      |
| Autres activités de services                                                                              | 6       | 5,9 %   | (8,7 %)     |

Le secteur du commerce de gros et de détail, des transports, de l'hébergement et de la restauration est prépondérant sur la commune puisqu'il représente 28,7 % du nombre total d'établissements de la commune (29 sur les 101 entreprises implantées  au Le Montat), contre 29,9 % au niveau départemental.

#### Entreprises et commerces
La station trufficole du Montat est un lieu d'expérimentation des techniques de productions truffières. Elle est située sur le site du lycée professionnel agricole et viticole de Cahors-le Montat.
Se trouvant à une dizaine de kilomètres de Cahors, Le Montat était réputé pour son vignoble, avant que la crise du phylloxéra ne vienne le réduire à néant. En 1884,les trois quarts des vignes étaient déjà détruits.

### Agriculture
|               | 1988 | 2000 | 2010 | 2020 |
| ------------- | ---- | ---- | ---- | ---- |
| Exploitations | 22   | 15   | 7    | 7    |
| SAU (ha)      | 332  | 388  | 285  | 405  |

La commune est dans les Causses », une petite région agricole occupant une grande partie centrale du département du Lot. En 2020, l'orientation technico-économique de l'agriculture  sur la commune est la polyculture et/ou le polyélevage. Sept exploitations agricoles ayant leur siège dans la commune sont dénombrées lors du recensement agricole de 2020 (22 en 1988). La superficie agricole utilisée est de 405 ha,,.

## Culture locale et patrimoine

### L'église Saint-Barthélemy

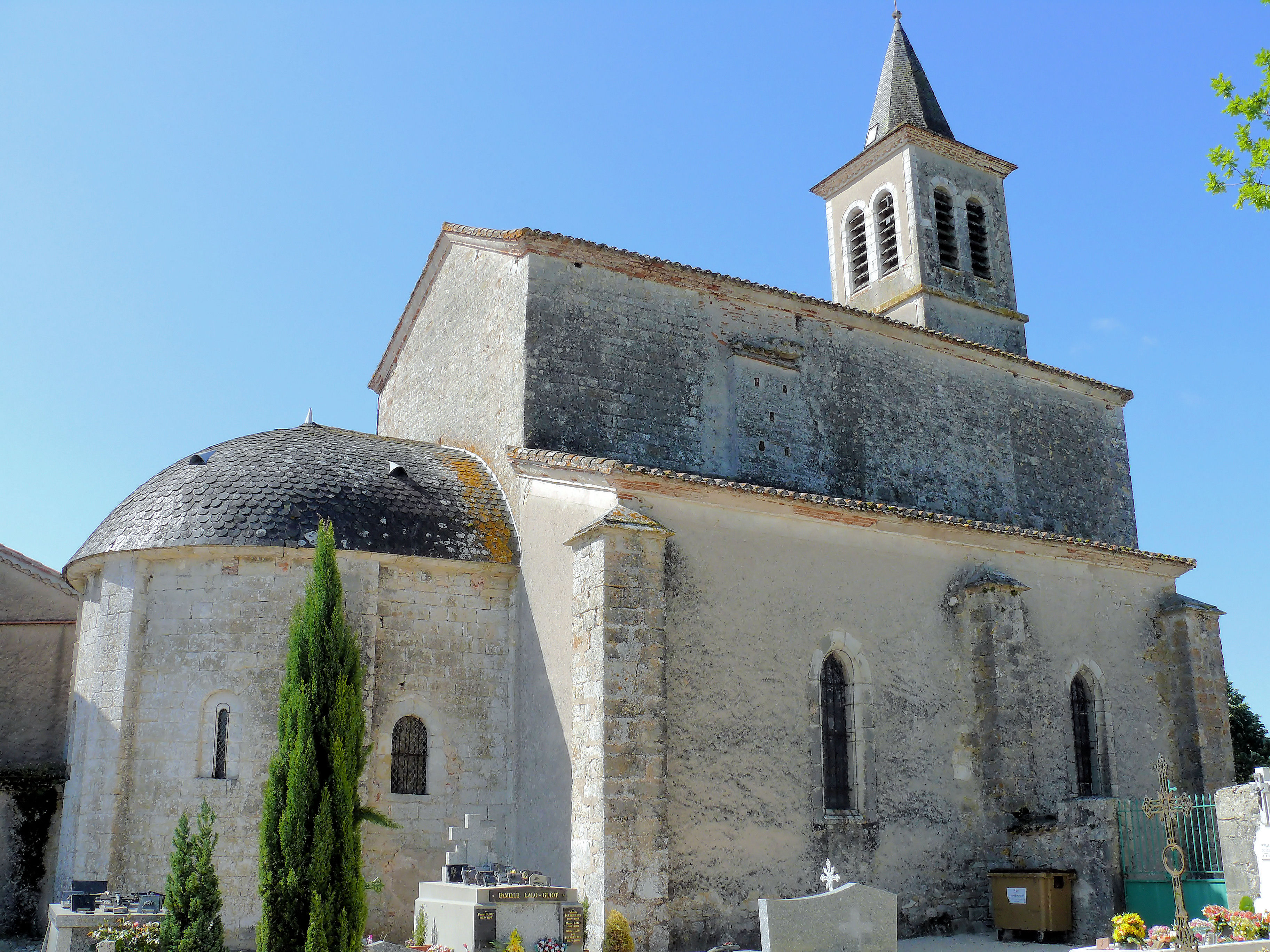
Église Saint-Barthélemy.

La commune abrite l'église Saint-Barthélemy, édifice du XIe siècle classé monument historique en 1846. Jusqu'au XVIIe siècle, elle a porté le nom d'église Saint-Pierre du Montat. Plusieurs objets sont référencer dans la base Palissy.

### Les Fontaines
Fontaine de Borne-fontaine des Ouxels-fontaine du Gendarme et de Lamousie.

## Manifestations culturelles et festivités

### La fête votive ou patronale
Elle se déroule à la fin de la dernière semaine du mois d'août et est très appréciée. Deux tiers des habitants de la commune y participent.

## Héraldique
| Blason | Blasonnement : Écartelé : au 1er de gueules à la croix cléchée, vidée et pommetée de douze pièces d’or (croix occitane), au 2e d'or à la gariotte [ou caselle : construction en pierres sèches] d'argent, ouverte de gueules et accompagnée en chef dextre d'un arbre d'argent, au 3e d'or à l'église du lieu d'argent essorée de gueules, au 4e de gueules au lion d'or ; à la fasce d'or chargée de l'inscription « Le Montat » en lettre gothiques de sable, brochant sur le coupé. |